# Теліко (Цілком таємно)

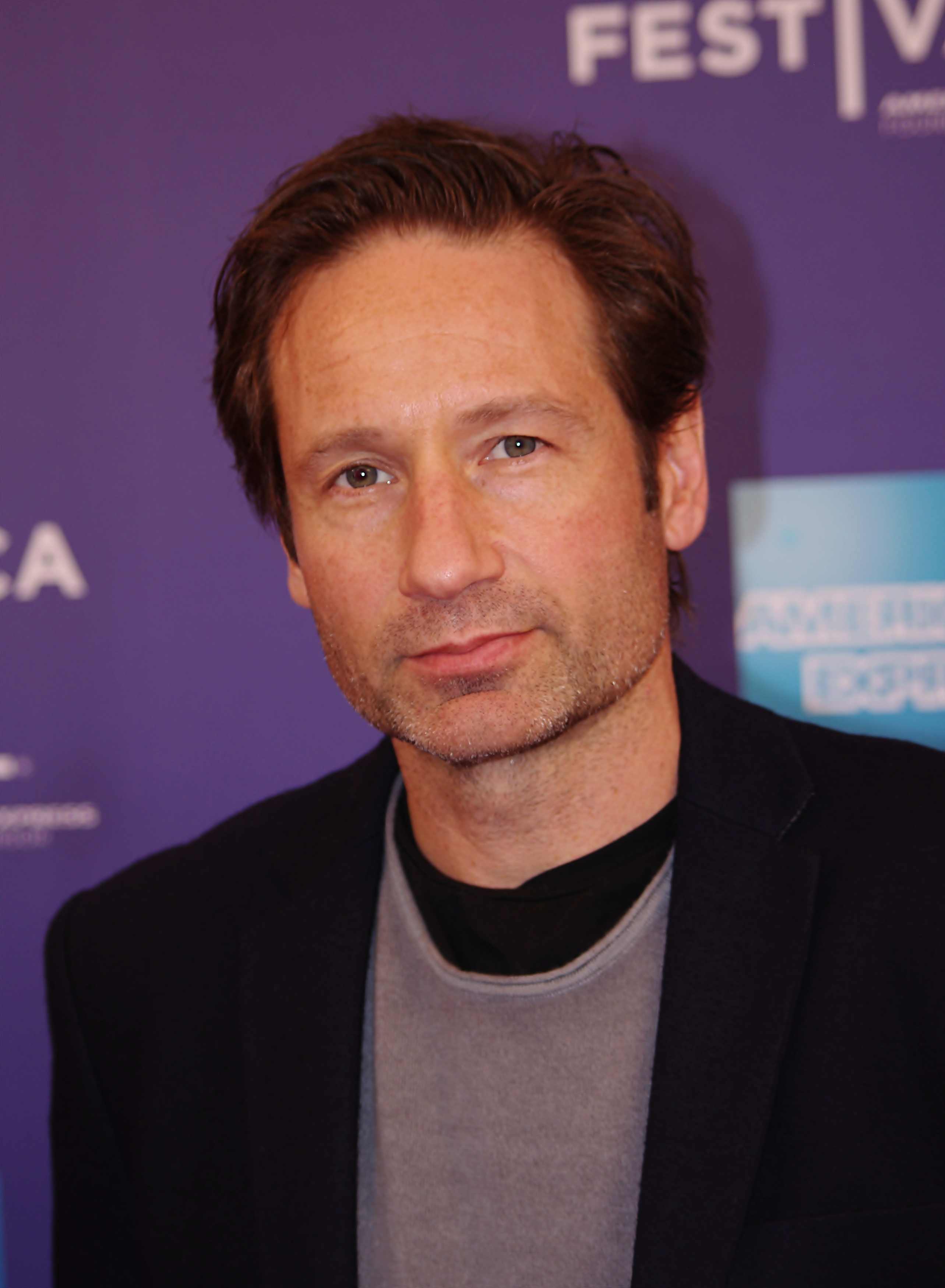

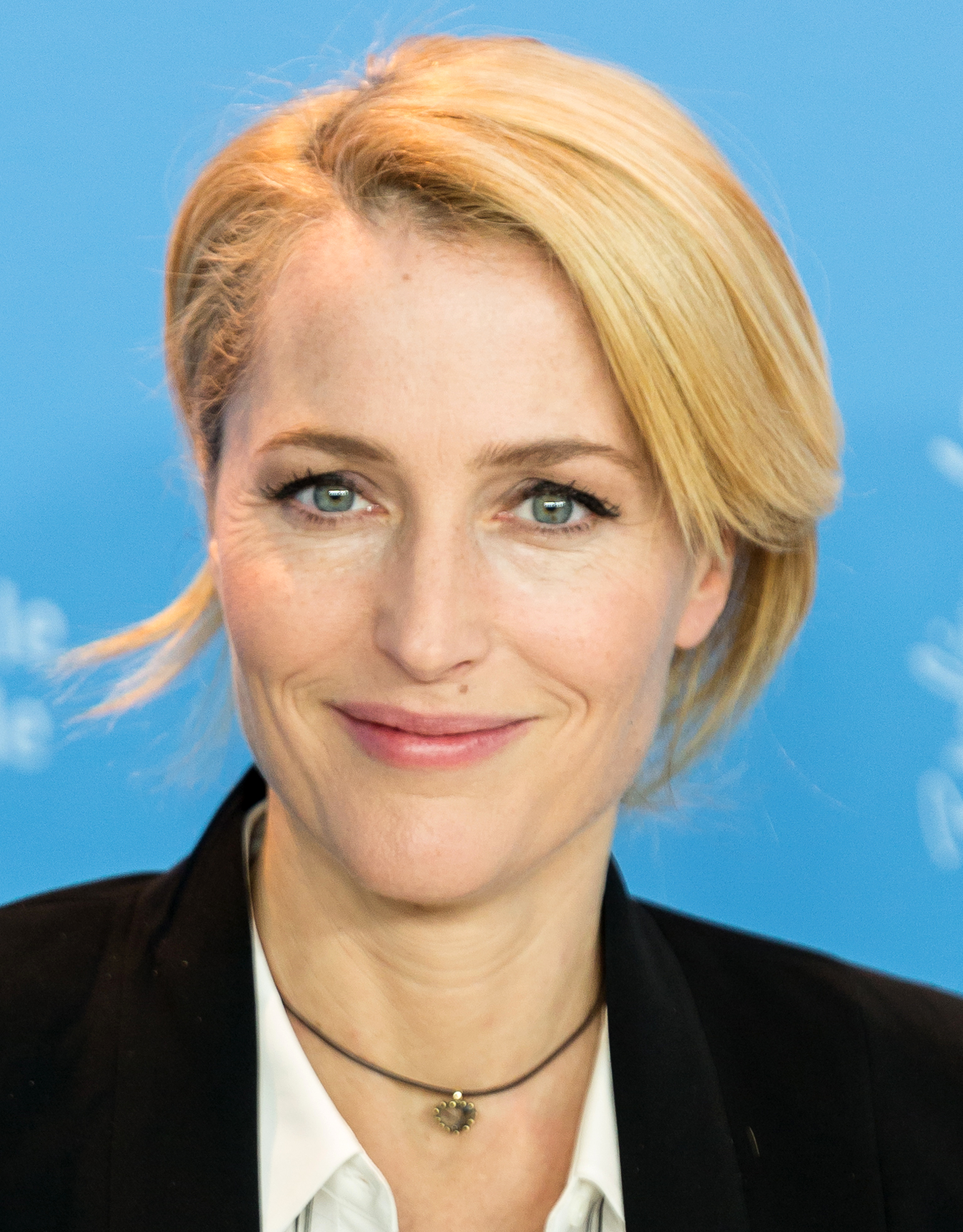

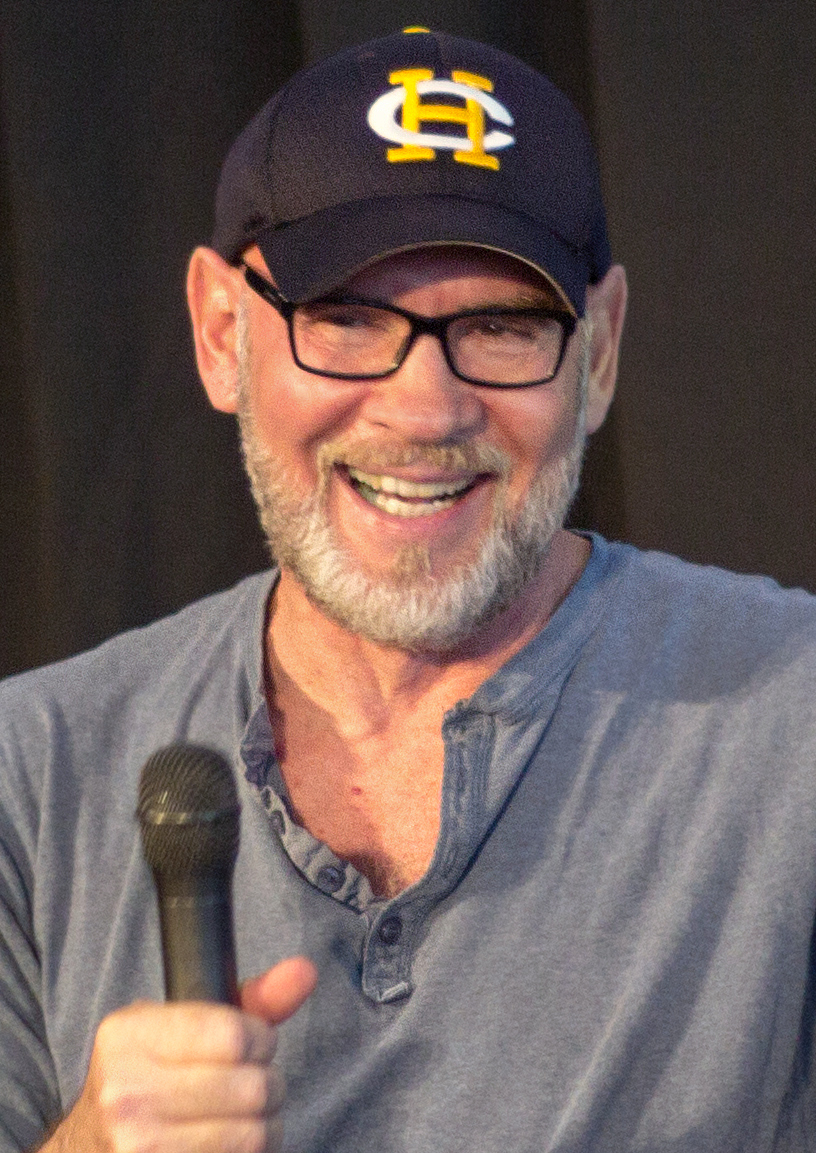

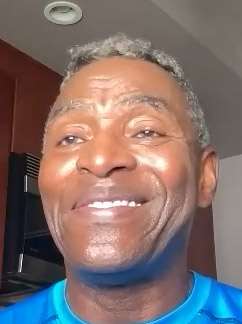

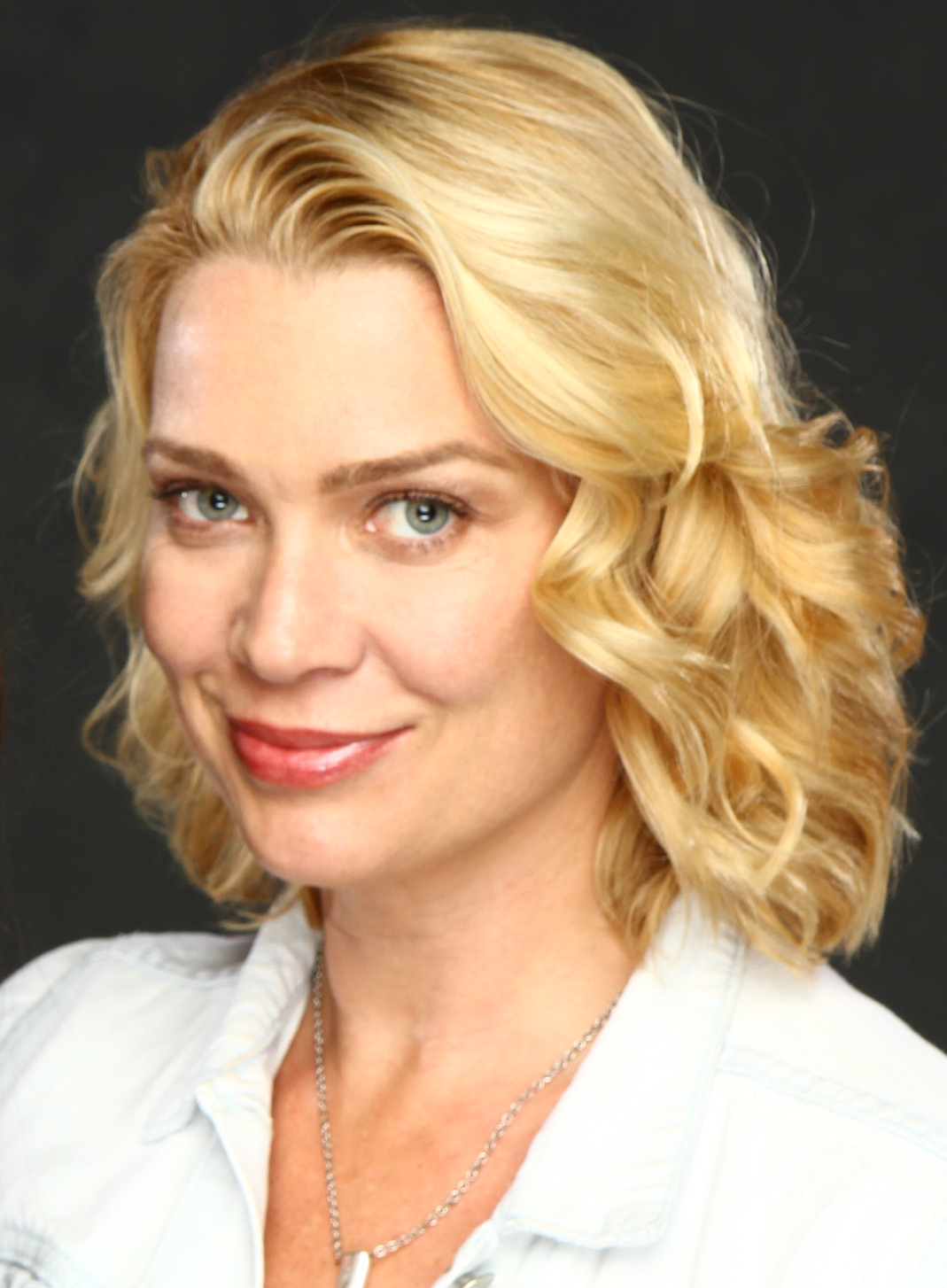

Теліко (Teliko) — третя серія четвертого сезону американського науково-фантастичного телевізійного серіалу «Цілком таємно». Прем'єра в мережі «Фокс» відбулася 18 жовтня 1996 року.
Серія за шкалою Нільсена отримала рейтинг 11,3 з 20-відсотковою долею — із всіх обладнаних телевізором домогосподарств США 11,3 відсотка працювали на момент прем'єри і 20 % були налаштовані на перегляд «Теліко». Таким чином, прем'єрний показ дивилося близько 18,01 мільйона глядачів.
Малдер і Скаллі розслідують загадкову загибель афроамериканського підлітка в Філадельфії, який помер від незрозумілої хвороби, що перетворила його в альбіноса. Під час розслідування з'ясовується, що легенда про Теліко, духа, котрий забирає колір шкіри у людей із племен Західної Африки, знайшла підтвердження у США.

## Зміст
Заманити, спантеличити, обдурити
На міжнародному авіарейсі із Буркіна-Фасо в США чорношкірий чоловік йде до туалету, де його атакує людина з рисами альбіноса. Із кабінки виходить інший чорношкірий чоловік й рушає на своє місце. Через якийсь час стюардеса виявляє в туалеті труп чоловіка з депігментованою шкірою.
Три місяці потому Скіннер в присутності доктора Бруіна, співробітника Центру по контролю і профілактиці захворювань США (CDC), повідомляє Дейні про нещодавні викрадення чотирьох афроамериканських чоловіків в Філадельфії. Один із викрадених, Оуен Сандерс, був знайдений зі слідами депігментації, співробітник CDC підозрює, що чоловік помер від якоїсь хвороби. В морзі Скаллі виявляє на тілі Сандерса насіння рослини невідомого походження і відправляє тіло в лабораторію ФБР на аналіз. Малдер летить в Нью-Йорк, де зустрічається зі співробітницею ООН Марітою Коваррубіас, котра інформує його про інцидент на літаку за три місяці до того.
Уночі на автобусній зупинці імігрант з Африки на ймення Семюел Абоа викрадає молодого афроамериканця Елфріда Кіттела, знерухомивши його з допомогою отруєної стріли. У себе вдома Абоа дістає із горла трубку з гострим наконечником і вставляє її в ніс Кіттела. Зранку Малдер знаходить на зупинці ті ж насінини (Adenia volkensii), що були на тілі Сандерса.
За інформацією Коваррубіас агенти починають звіряти списки людей, що прибули на літаку, де був убитий чоловік, зі списками іммігрантів, які подали запит на проживання в США. Маркус Дафф, співробітник соціальної служби, допомагаючий Абоа з оформленням документів, дає агентам адрес свого клієнта. Агенти намагаються поговорити з Абоа, але той втікає і загадковим чином ховається у вузькій вентиляційній трубі в стіні будинку. Агенти виявляють його і доставляють у лікарню, де з'ясовується, що Абоа ні на що не хворий.
Малдер зустрічається з Діаброю, дипломатом із Буркіна-Фасо, котрий наказав приховати інформацію про убитого пасажира літака. Діабра розповідає Фоксу легенду свого народу бамбара про Теліко — нічного «духа повітря». Діабра щиро вірить в існування теліко. Абоа втікає із лікарні, сховавшись у возику для розвезення їжі.
Скаллі, вивчивши рентгенівські світлини Абоа, виявляє, що у нього відсутній гіпофіз. Малдер робить висновок, що Абоа видаляє гіпофіз у своїх жертв, аби поповнити нестачу меланіну в своєму організмі, через що шкіра жертв втрачає колір. Абоа зустрічає Маркуса Даффа на парковці. Обманувши Даффа, Абоа його знерухомлює і відвозить на будівництво, де вставляє трубку в ніс. Поліцейський випадково знаходить тіло Даффа з трубкою в носі, злякавши при цьому Абоа, який сховався у водостічній трубі.
В пошуках Абоа, котрого Малдер вважає представником невідомого науці племені сахарських альбіносів, агенти вночі приїжджають на будівництво — оскільки співробітник лабораторії ФБР агент Пендрелл ще раніше виявив на тілі Сандерса сліди азбесту. Скаллі знаходить знебарвлені трупи афроамериканців у вентиляції новобудови, тоді як Абоа паралізує Малдера отруєною стрілою. Дейна знаходить Малдера і завдає Абоа важкого поранення із пістолета, коли той намагається її атакувати.
У звіті Скаллі зазначає, що Маркуса Даффа зуміли врятувати. Стан Абоа важкий, а його фізичні особливості науці ще треба відкрити, але страх людей, що серед них знаходиться «чужий», змушує їх «заманити, спантеличити і обдурити».

## Створення
Сценарист і відповідальний продюсер шоу Говард Гордон спочатку планував створення негативного персонажа, которий здавався би безсмертним. Після розмови з консультуючим продюсером Кеном Хортоном Гордон додав в сюжет тему ксенофобії і придумав «вампіра-альбіноса, висмоктуючого меланін». Створювач серіалу Кріс Картер схвалив сюжет, але перший варіант сценарію виявився невдалим і потребував чимало доробок . Картер попросив Гордона додати центральну ідею, котрою стала фраза «обманювати, втягувати і заплутувати». Ця фраза замінила постійну «Істина десь поруч» в заставці — і цю ж фразу говорять Малдер і Скаллі в різні моменти епізоду. Картер також придумав зброю Абоа, якою той користувався для добування гіпофізу у жертв.
Назва епізоду в перекладі з грецької мови означаеє «кінець», хоча в африканській міфології «теліко» — це «дух повітря», которий, за легендами, може бути альбіносом. Країну, звідки приїхав Абоа, запропонував сценарист Джон Шибан, він раніше займався програмуванням поштових тарифів для компанії, що продавала програмне забезпечення.
Процес підбору акторів був досить складним, позаяк створювачі бажали знайти на ролі справжніх вихідців з Африки. На перегляд запрошували всіх африканців, котрих могли знайти, враховуючи навіть членів трупи африканського театру, яка була в місті проїздом. Роль Маркуса Даффа зрештою дісталася Карлу Ламблі, відомому за роллю в серіалі «Кегні і Лейсі» («Cagney & Lacey»). Роль Абоа отримав Віллі Амакі, член Олімпійської збірної Гани з бігу, він незадовго до того прибув з Олімпійських ігор в Атланті. Аби надати Амакі вид альбіноса, використали нанесення в кілька шарів крему й білої пудри, в яку підмішували рожеву пудру для надання шкірі необхідного відтінку. Амакай також носив червоні контактні лінзи. Дата народження Абоа (25 вересня), зазначена на його картці резидента, була вказана на честь дня народження дочки Джилліан Андерсон. Для сцени в літаку побудували декорацію, яка згодом використовувалася в епізодах «Час летить» та «Макс».
Композитор Марк Сноу використав африканські барабани, флейти і спів для створення звукового супроводу. Сноу також використав фрагменти із композицій Болгарського жіночого хору, записи котрого виходили в ефір на радіо у Південній Каліфорнії.

## Сприйняття
Від критиків епізод отримав змішані відгуки, закидали схожість із серією «Вузький», неприємні расові натяки, відсутність якісних, де б Малдер і Скаллі були разом.

## Знімались
| Актор             | Роль               |
| ----------------- | ------------------ |
| Девід Духовни     | Фокс Малдер        |
| Джилліан Андерсон | Дейна Скаллі       |
| Мітч Піледжі      | Волтер Скіннер     |
| Лорі Холден       | Маріта Коваррубіас |
| Карл Ламблі       | Маркус Дафф        |
| Дон Стюарт        | бізнесмен          |
| Вільям Амакі      | Абоа               |
| Брендан Бейзер    | агент Пендрелл     |
| Закес Мокае       | Дабрія             |